# Groveport
Groveport é uma aldeia localizada no estado norte-americano do Ohio, no Condado de Franklin.

## Demografia
Segundo o censo norte-americano de 2000, a sua população era de 3865 habitantes.
Em 2006, foi estimada uma população de 4926, um aumento de 1061 (27.5%).

## Geografia
De acordo com o United States Census Bureau tem uma área de 20,7 km², dos quais 20,7 km² cobertos por terra e 0,0 km² cobertos por água.

## Localidades na vizinhança
O diagrama seguinte representa as localidades num raio de 12 km ao redor de Groveport.